# Ссылка в колонии

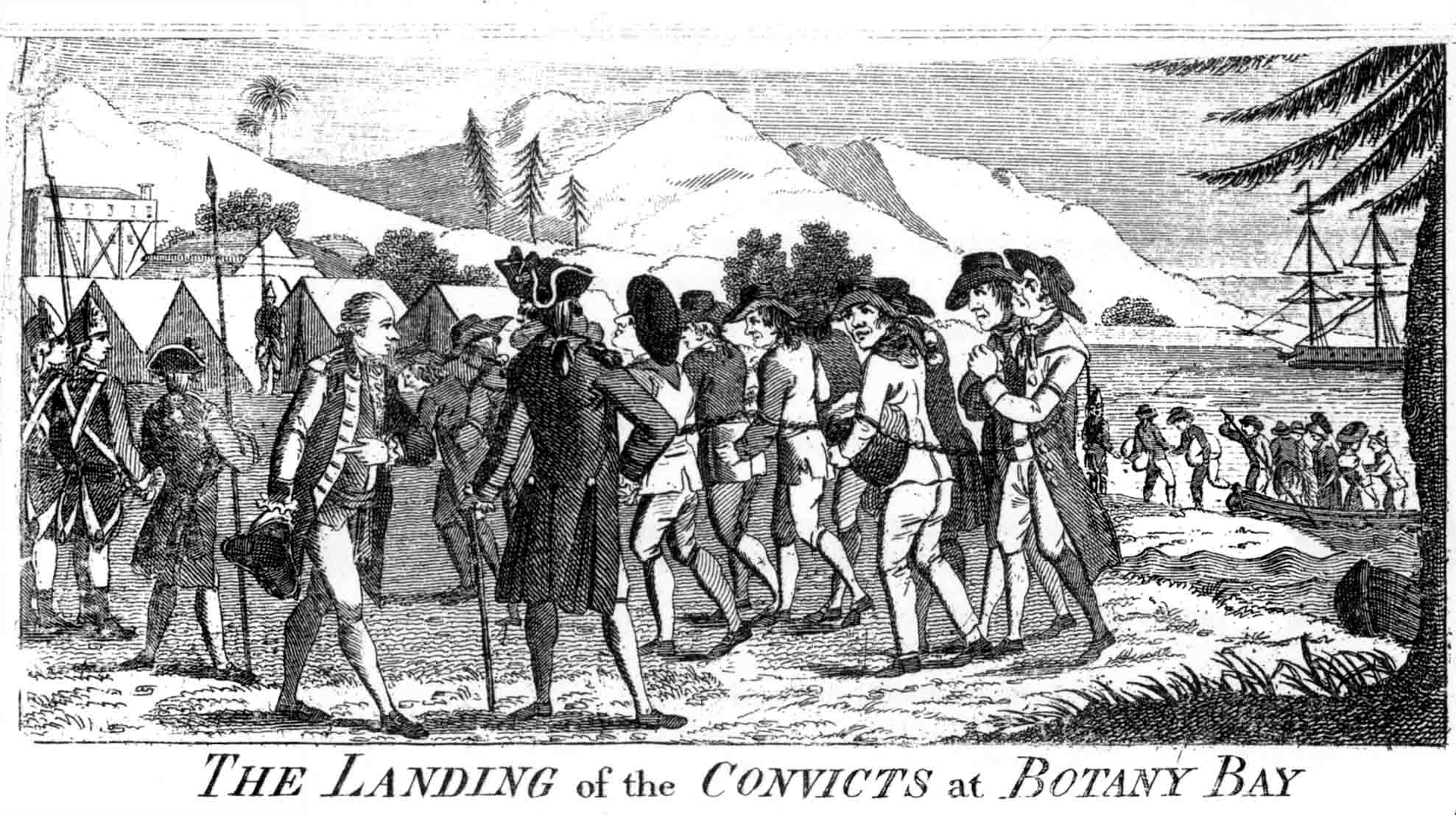
Прибытие каторжников в Австралию в 1788 году.

Ссылка в колонии — уголовное наказание, которая заключалось в отправке осуждённых из западноевропейских государств в их заморские колонии.
Принудительное удаление (ссылка) государственной властью своих или чужих граждан (например, ссылка военнопленных буров Англией на остров Святой Елены) в отдаленные местности, на окраинах государства или же в его колониях, для пожизненного или временного там пребывания называлась в древнем Риме — Relegatio, Deportatio, в Англии и Франции — Transportation, в Германии — Deportation, в Италии — Deportazione, в Испании — Relegacion, Confinamiento. Высылка (ссылка) населения Западной Европы в колонии использовалось не только для наказания преступников, но и для освобождения территорий от населения и освоения захваченных, неразвитых и новооткрытых территорий. В конце царствования Людовика XIV (1710-е годы) тюрьмы поблизости от гаваней, служившие помещением для преступников, работавших в гаванях и портовых арсеналах и называемые баньо, заменили во Франции каторгу на галерах. При Наполеоне III (1852—1870) баньо были заменены системой каторжных колоний. В Англии в XVIII столетии за многие преступления (включая мелкое воровство) была предусмотрена смертная казнь. Однако еще в начале XVIII столетия был издан закон, во многих случаях позволявший заменить смертную казнь высылкой (депортацией) в британские колонии в Северной Америке. Вскоре туда, в основном в Виргинию и Мэриленд, стали ссылать до тысячи заключённых в год до тех пор, пока они не объявили себя независимыми, в 1776 году от английской короны.

## Британская империя
Наиболее ранний пример — система колоний Великобритании. Северная Америка использовалась как место ссылки уголовных преступников, а также место где можно было использовать рабский труд людей, попавших в финансовую зависимость и утерявшими по этой причине часть гражданских прав. Выстроилась система, при которой торговцы перевозили через Атлантику корабли с такими рабами и затем продавали с аукционов фермерам в Северной Америке. Около 50 000 осуждённых в Британии были таким образом переселены в Северную Америку. Большая часть из них разместилась в Мэриленде и Вирджинии. В итоге они составили до 25 % общего потока эмиграции с Британских островов в XVIII веке.
Колония в Джорджии была основана Джеймском Эдвардом Оглторпом. Он полагался на то, что будет использовать труд заключённых долговых тюрем. Таким образом должники принося ему прибыль, смогли бы отработать свои долги. Но данная система оказалась провальной, невыгодной. Таким образом система освоения только с помощью подневольного труда себя не оправдала. Проект был прекращён в 1780-х годах после Американской революции.
Британия начала использовать Австралию для ссылки уголовных преступников. Основные колонии — остров Норфолк, земля Ван Димена (Тасмания), Квинсленд и Новый Южный Уэльс.
Сторонников независимости Ирландии и деятелей профсоюзного движения (в том числе Топландских мучеников) также ссылали в Австралию. Однако зачастую для них не было там работы, это было связано с и без того огромным потоком эмиграции из Старого Света, связанным с освоением золотых рудников в XIX веке. В 1868 году ссылка в Австралию была прекращена.
В викторианский период Бермудские острова также использовались как место ссылки. Заключённые там строили Королевскую военно-морскую верфь. Во время англо-бурской войны 1899—1902 годов на острова отправляли пленных буров и поместили в тюрьму на одном из небольших островов.
В колониальный период в Индии британцы также использовали труд заключённых. На Андаманских островах были наиболее суровые условия. Первичное заселение нынешнего Сингапура происходило за счёт индийских заключённых — они расчищали джунгли.

## Франция
Релегация — ссылка (пожизненное заключение — internement perpétuel), как средство противодействовать увеличению числа рецидивистов, по отношению к которым общие карательные меры являются безуспешными, во французские колонии для преступников-рецидивистов разных категорий, по отбытии ими наказания была введена во Франции законами от 27 мая и 14 августа 1885 года.
Франция отправляла преступников в тропические регионы, включая Луизиану, в начале XVIII века. Остров Дьявола во Французской Гвиане между 1852—1939 служил местом ссылки фальшивомонетчиков и других преступников. Новая Каледония и остров Пен — политических преступников, включая коммунаров, мятежников-кабилов из Алжира и простых преступников, осуждённых между 1860—1897 годами.

## Италия
В Италии преступников ссылали в Триполитанию.

## Португалия
В Португалии до «Революции гвоздик» 1974 года политические заключённые ссылались в африканские колонии (Ангола, Мозамбик и др.),

## Греция
В Греции в период военной хунты во главе с Георгиосом Пападопулосом (1967—1974) — на острова Эгейского моря.